# 완데르송 지 마세두 코스타
완데르송 지 마세두 코스타(포르투갈어: Wanderson de Macedo Costa, 1989년 5월 31일 ~ )은 완데르송으로 불리는 브라질의 축구 선수로 주 포지션은 스트라이커이다. 현재 전남 드래곤즈 소속이다. K리그 등록명은 완델손이였으나, 2018년 전남 드래곤즈에 입단한 이후에는 같은 등록명을 쓰는 완데르송 카르발류 지 올리베이라가 있어 완델손.D로 변경하였으나, 최종적으로 마쎄도라는 등록명을 사용하게 되었다.